# Pete Rodríguez

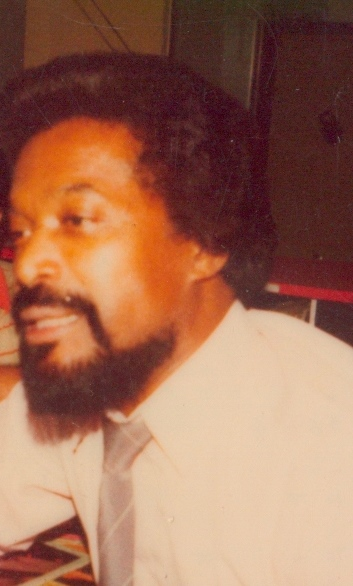
Pete Rodríguez

Pete "El Conde" Rodríguez Rodríguez (* 31. Januar 1932 in Ponce/Puerto Rico; † 2. Dezember 2000), eigentlich Pedro Juan Rodríguez Ferrer, war ein puerto-ricanischer Salsamusiker.

## Werdegang
Pete Rodríguez begann bereits im Alter von fünf Jahren Bongos zu spielen und schloss sich später lokalen Bands in Ponce an. In den 1950er Jahren wanderte seine Familie in die Bronx/New York City aus. Während seiner Auftritte in den dortigen Bars lernte er Johnny Pacheco kennen und nahm mit ihm 1963 das Album ”Suavecito” auf.
1964 gründete Pacheco mit seinem Anwalt Jerry Masucci die legendäre Salsagruppe Fania All-Stars, Pete Rodríguez wirkte am Album "Canonazo” mit. Zwischen 1964 und 1973 nahmen Pacheco und Rodríguez die Alben ”La Perfecta Combinacion (1970), ”Los Compadres” (1971) und ”Tres De Café Y Dos De Azucar” (1973) auf. 1974 verließ Rodriguez die Fania All-Stars und machte als Soloartist Karriere. Mit dem ersten Soloalbum El Conde  von 1974 gewann er einen Preis. Es folgte 1976 ”Este Negro Si Es Sabroso” mit dem Hit "Catalina La O", das zum neuntbesten Salsaalbum seiner Zeit gewählt wurde. In der Zeit von 1983 bis 1989 kehrte Rodríguez zu Fania All-Stars zurück und erhielt 1987 für das Album ”Salsobita” einen Grammy. 1990 setzte er seine Solokarriere fort.
Nach 1990 nahm er nur noch zwei Alben auf und konnte 1993 mit "Esos Tus Ojos Negros" einen großen Hit landen. 2000 wurde er von Tito Puente engagiert, um eine Hommage an Benny Moré zu singen. Wie Tito Puente litt auch Pete Rodríguez an einer Herzschwäche und starb im Dezember 2000 im Alter von 68 Jahren.

## Diskografie
- Suavito (1963)
- Canonazo (1964)
- Perfecta Combinacion (1970)
- Los Compadres (1971)
- Tres De Cafe Y Dos De Azucar (1973)
- El Conde (1974)
- Este Negro Si Es Sabroso (1976; wiederveröffentlicht 2006)
- Fiesta Con "El Conde" (1982)
- Salsobita (1987)
- El Rey (1990)
- Generaciones (1993)
- A Touch of Class (1999)
- Pete & Papo (1999)